# Heterospathe cagayanensis
Heterospathe cagayanensis är en enhjärtbladig växtart som beskrevs av Odoardo Beccari. Heterospathe cagayanensis ingår i släktet Heterospathe och familjen Arecaceae. Inga underarter finns listade i Catalogue of Life.